# Casa Massana (Sant Sadurní d'Anoia)
La Casa Massana' o Llopart és un edifici de Sant Sadurní d'Anoia (Alt Penedès), catalogat com a bé cultural d'interès local.

## Història
Forma part d'un conjunt de cases corresponents a l'eixample vuitcentista de Sant Sadurní al carrer de Sant Antoni. Pere Massana i Casanellas (1827-1901), propietari de Can Llopart de la Costa i que fou el segon elaborador de xampany de Sant Sadurní, sol·licità el 1884 un permís d'obres per reformar l'edifici. La Diputació l'hi concedí a canvi d'endarrerir la façana per tal de disposar més amplitud en aquell tram de la carretera que tenia una creixent circulació, ja que permetia una connexió directa amb la ruta de Barcelona a Tarragona, travessant Sant Sadurní pels carrers Raval, Sant Antoni i Diputació. L'obra fou realitzada pel mestre d'obres Venceslau Güell, que treballava a Barcelona.

## Descripció
És un edifici entre mitgeres de tres crugies, amb soterrani, planta baixa, dos pisos i golfes sota terrat. La façana presenta balcó corregut al primer pis, finestres de doble obertura a les golfes, balustrada al terrat, i pilastres i motllures que formen retícula. La construcció s'inscriu dintre del llenguatge de l'eclecticisme.